# Samovar

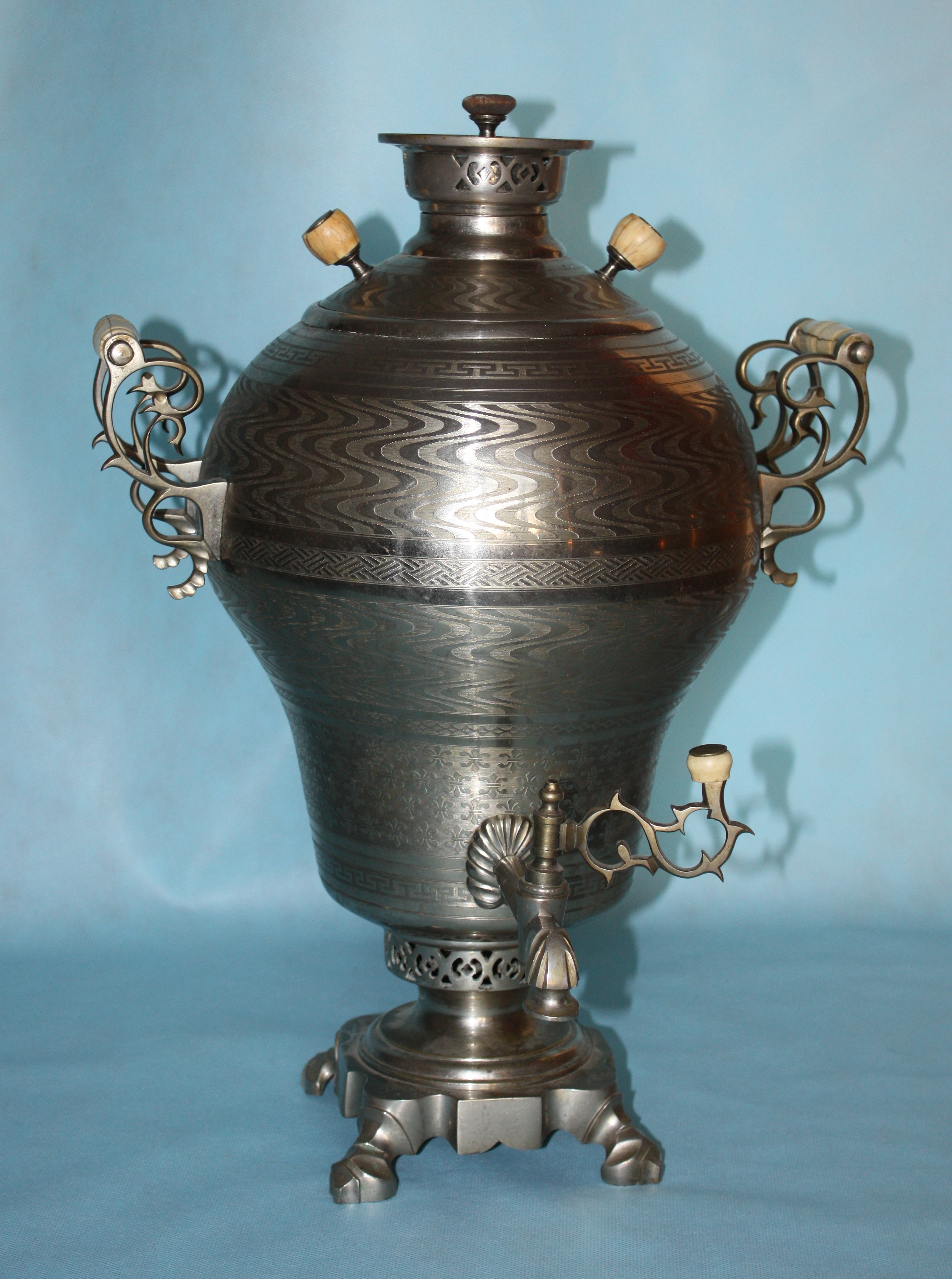
Samovar rusesc din secolul al XIX-lea

Samovarul (din rusă самовар, însemnând „care fierbe de la sine”; în persană: samāvar; în turcă: semaver) este un vas de metal, prevăzut cu un încălzitor, în care se fierbe apa folosită mai ales la prepararea ceaiului. Este utilizat în mod tradițional în Rusia și în țările adiacente, dar și în alte regiuni din centrul, estul și sud-estul Europei, în regiunea Cașmir și în Orientul Mijlociu.

## Istoric și răspândire

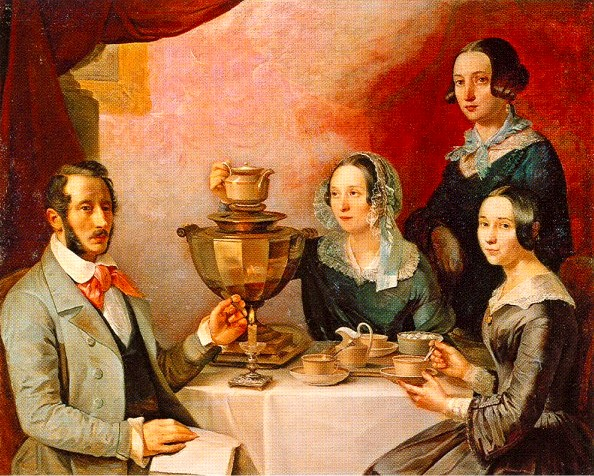
Portret de familie cu samovar (Rusia, 1844)

Prima menționare scrisă a samovarului datează din anul 1730.
Este raspândt în mod tradițional în Rusia, Belarus, Ucraina, Kirgistan, Turcia, Iran și în general în Asia Centrală. În România, samovarul era folosit în Dobrogea (în special în Tulcea).
Un centru de producție este orașul Tula. Un proverb spune: „Nimeni nu merge către Tula, cu propriul samovar”.

## Galerie
- Samovare istorice pe timbre sovietice (1989)

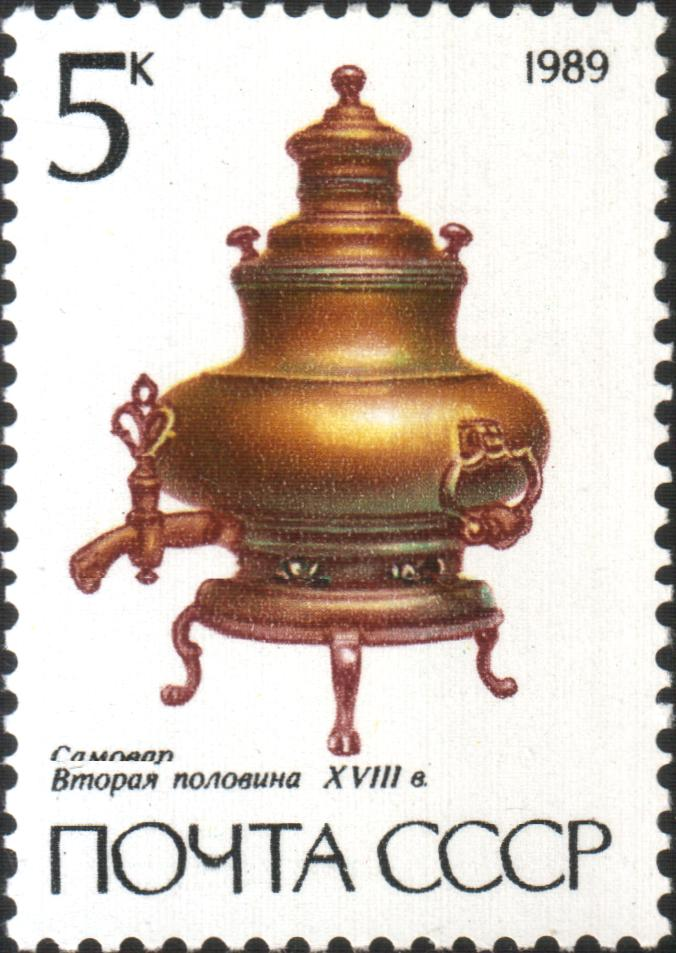
Samovar (a doua jumătate a secolului al XVIII-lea)
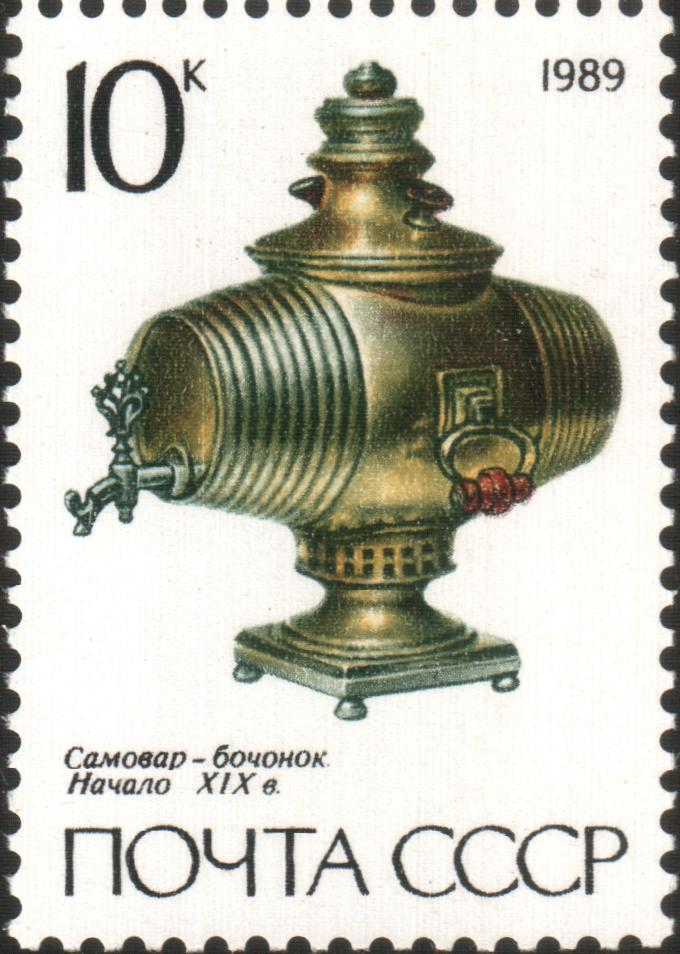
Samovar (începutul secolului al XIX-lea)
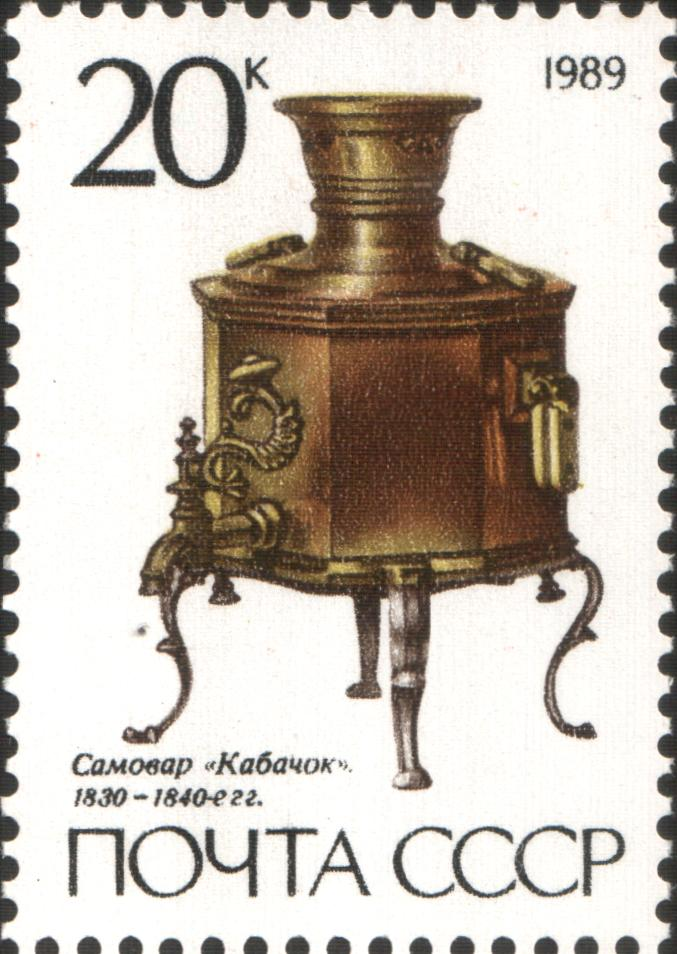
Samovar „Kabaciok“ (în jurul anilor 1830/40)
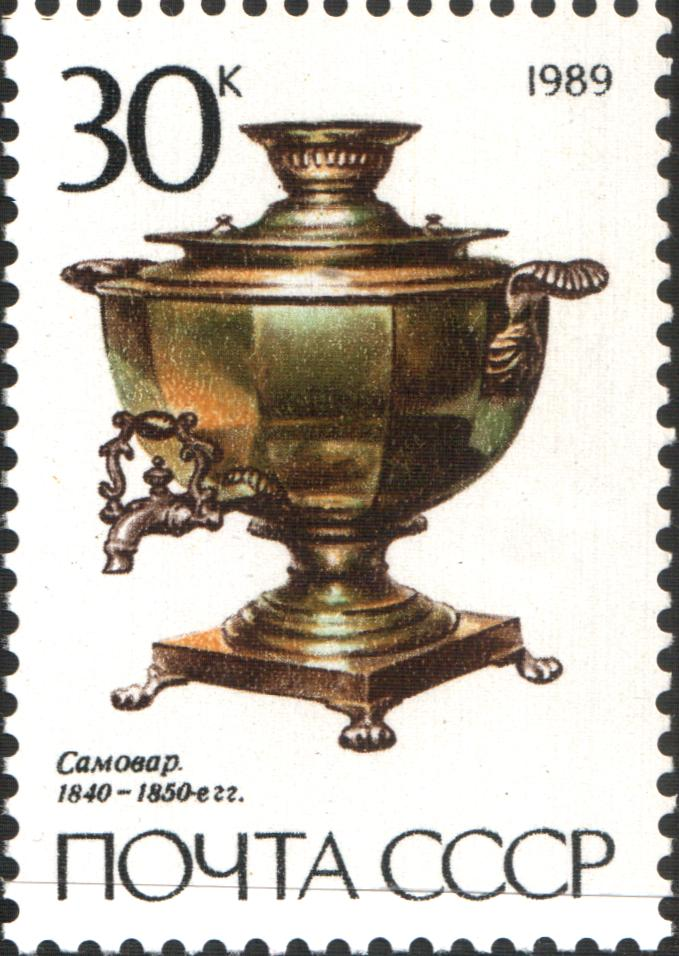
Samovar (în jurul anilor 1840/50)